# فرودگاه ژنرال منویل سرانو
فرودگاه ژنرال منویل سرانو (به انگلیسی: General Manuel Serrano Airport) (به زبان بومی: Aeropuerto General Manuel Serrano) یک فرودگاه همگانی با کد یاتا MCH است که یک باند فرود آسفالت دارد و طول باند آن ۱٬۶۷۴ * ۳۵ متر است. این فرودگاه در شهر ماچالا کشور اکوادور قرار دارد و در ارتفاع ۳ متری از سطح دریا واقع شده‌است.